# Ballachulish
Ballachulish (gael. Baile a' Chaolais) – wieś w zachodniej Szkocji w pobliżu Glen Coe, nad brzegiem Loch Leven. W poprzednich wiekach Ballachulish słynęło z kamieniołomów łupków, szeroko wykorzystywanych w Szkocji do produkcji dachówek.